# دوري الدرجة الأولى الروماني 1910–11
دوري الدرجة الأولى الروماني 1910–11 (بالرومانية: Cupa Hans Herzog 1910-1911)‏ هو الموسم 2 من  دوري الدرجة الأولى الروماني. أقيم خلال الفترة 17 أكتوبر 1910 وحتى 6 فبراير 1911، وأشرف على تنظيمه اتحاد رومانيا لكرة القدم، وكان عدد الأندية المشاركة فيه  3، وفاز فيه أوليمبيا بوخارست.